# 13e cérémonie des David di Donatello
La 13e cérémonie des David di Donatello s'est déroulée le 3 août 1968. 

## Palmarès
- Meilleur acteur :
  - Franco Nero pour La Mafia fait la loi
- Meilleur acteur étranger :
  - Warren Beatty pour Bonnie et Clyde ex æquo avec
  - Spencer Tracy pour Devine qui vient dîner...
- Meilleure actrice :
  - Claudia Cardinale pour La Mafia fait la loi
- Meilleure actrice étrangère :
  - Faye Dunaway pour Bonnie et Clyde ex æquo avec
  - Katharine Hepburn pour Devine qui vient dîner...
- Meilleur réalisateur :
  - Carlo Lizzani pour Bandits à Milan
- Meilleur réalisateur étranger :
  - Richard Brooks pour De sang-froid
- Meilleur producteur :
  - Dino De Laurentiis pour Bandits à Milan ex æquo avec
  - Luigi Carpentieri et Ermanno Donati pour La Mafia fait la loi
- Meilleur producteur étranger :
  - Stanley Kramer pour Devine qui vient dîner...

- Plaque d'or :
  - Damiano Damiani
  - Lisa Gastoni
  - Nino Manfredi